# HD 299
HD 299 — звезда, которая находится в созвездии Кассиопеи на расстоянии около 150 световых лет от нас.

## Характеристики
HD 299 — звезда G-класса 7,831 величины, не видимая невооружённым глазом. Впервые в астрономической литературе она упоминается в каталоге Генри Дрейпера, изданном в начале XX века. Она имеет массу, равную 99% массы Солнца. Возраст звезды оценивается приблизительно в 8,1 миллиардов лет. Планет в данной системе пока обнаружено не было.